# Kossa Football Club
O Kossa FC é um clube de futebol das Ilhas Salomão. Foi o vice-campeão da Liga dos Campeões da OFC de 2007–08, após perder no agregado de 6–3 para o Waitakere United, da Nova Zelândia.

## Títulos
- Campeonato Salomonense de Futebol: (1)

2006–07
- Liga Honiara de Futebol: (1)

2008–09

### Campanhas de Destaque
- Liga dos Campeões da OFC: 1 aparição

Finalista em 2007–08